# Estação de Évry-Courcouronnes
A estação de Évry-Courcouronnes é uma estação ferroviária francesa na linha de Grigny a Corbeil-Essonnes, localizada no território da comuna de Évry-Courcouronnes, no departamento de Essonne, na região de Île-of-France.
Ela foi inaugurada em 1975, é uma estação da Société nationale des chemins de fer français (SNCF) servida por trens da linha D do RER. Ela está localizada a 30,864 km de Paris-Gare-de-Lyon.

## Situação ferroviária
Estabelecida a 72 metros de altitude, a estação de Évry-Courcouronnes localiza-se no ponto quilométrico (PK) 7.008 da linha de Grigny a Corbeil-Essonnes, entre as estações de Orangis - Bois de l'Épine e de Bras de Fer - Évry - Genopole.

## História

### Inauguração em 1975
A estação projetada pelo arquiteto Bernard Hamburger, foi inaugurada em 6 de dezembro de 1975.
Quando foi inaugurada, a estação oferecia serviços de bagagem, pequenas encomendas e remessas de varejo.

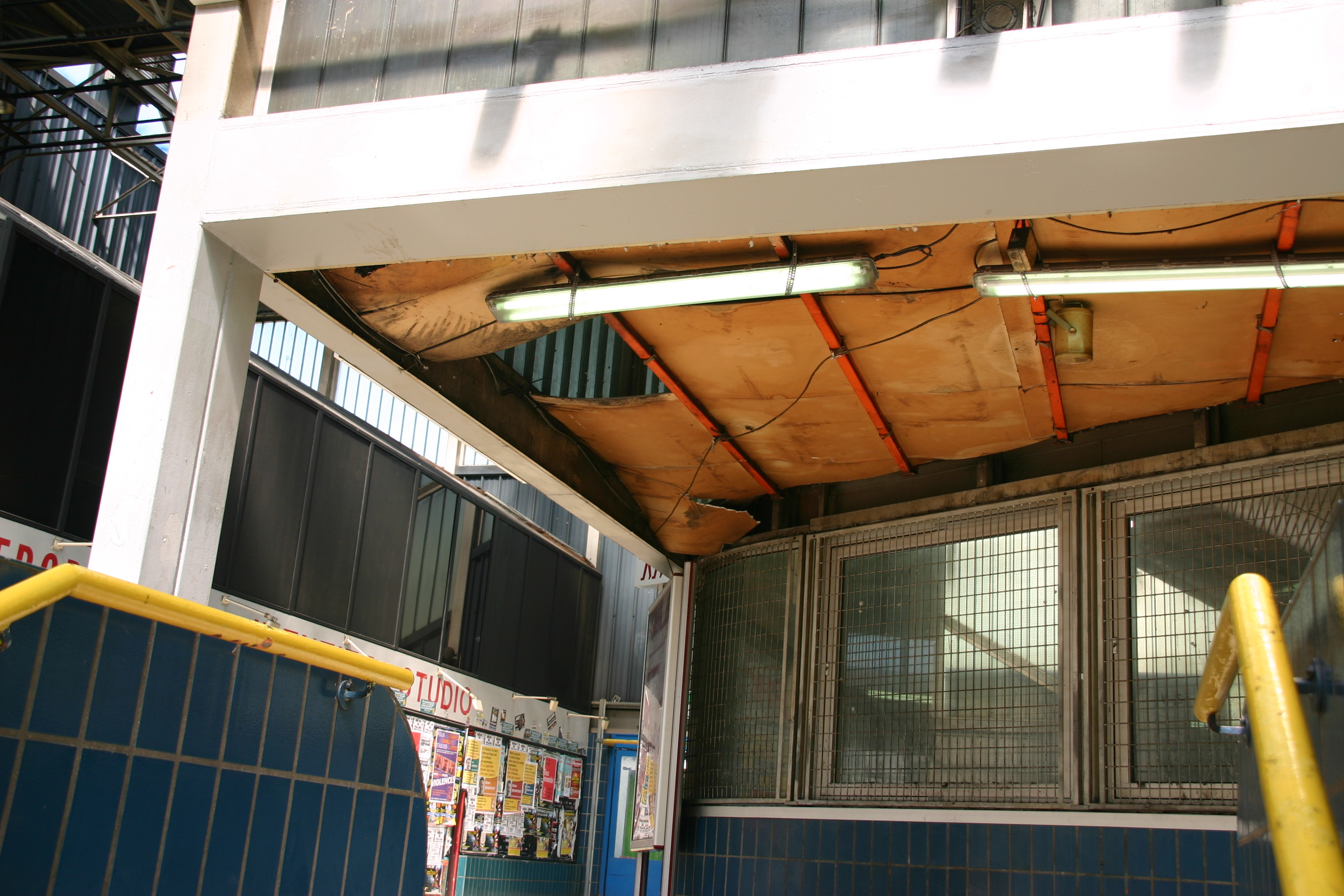
O teto da entrada da Ágora em 2007

No início dos anos 2000, o edifício da estação principal deteriorou-se e o seu desenho (grande volume, muitas esquinas, acessos múltiplos e emaranhados, etc.) havia sido estimado em 300 000 habitantes durante os estudos de construção da estação, ao passo que era de apenas 100 000 habitantes 30 anos depois. Em 2003, foi então lançado um plano de renovação para, entre outras coisas, abrir o átrio da estação para a cidade, nomeadamente através da criação de uma grande janela saliente dando visibilidade à Catedral de Évry e à Prefeitura, ao habilitar as fachadas de tijolo vermelho de o estilo característico dos novos edifícios envolventes, repensando os fluxos de circulação dos utilizadores no interior da estação e criando um verdadeiro centro de transportes multimodal.

### Reforma da estação e criação do pólo intermodal
A renovação da estação diz respeito principalmente ao edifício da estação: exteriores e interiores, bem como os seus acessos e percursos no interior do edifício. Iluminação, sinalização, dispositivos de informação como telas foram modernizados.
A renovação é realizada como parte do plano de viagens urbanas em Île-de-France. As obras são executadas principalmente ao abrigo da entidade adjudicante da SNCF para a reabilitação do edifício da estação ferroviária, da DDE para o reforço da estrutura do edifício, da comunidade de aglomeração Évry Centre Essonne para a reabilitação das duas estações, da comunidade de aglomeração, SMITEC e a empresa de economia mista Transports intercommunaux Centre Essonne (TICE) para a construção da agência de ônibus Centre Essonne e, finalmente, da Réseau ferré de France para acesso nas docas. A parte subterrânea da estação não está em causa e deverá ser objecto de uma renovação ainda não planejada ou financiada. A reforma da estação anexa está em andamento e será entregue em outubro de 2009.
Após vários meses de trabalho, de maio de 2007 a dezembro de 2008, foi concluída a reforma da estação e inaugurado o novo centro intermodal de Évry - Courcouronnes em 23 de março de 2009 por Jacques Reiller, prefeito de Essonne, por Manuel Valls, prefeito de Évry, e por Stéphane Beaudet, prefeito de Courcouronnes e pelos representantes do Conselho Geral de Essonne, STIF, SNCF e RFF.

Inauguração do pólo intermodal
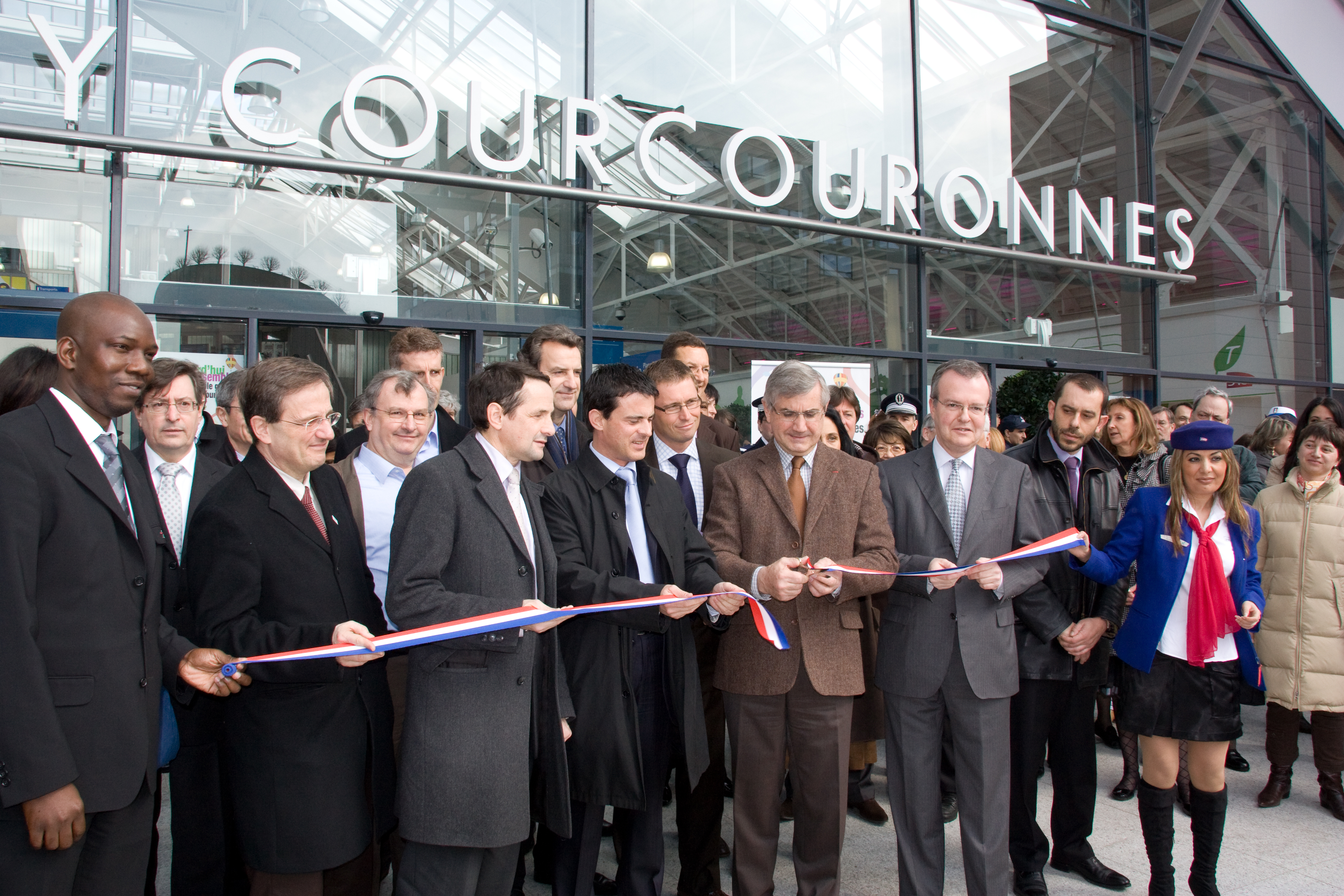
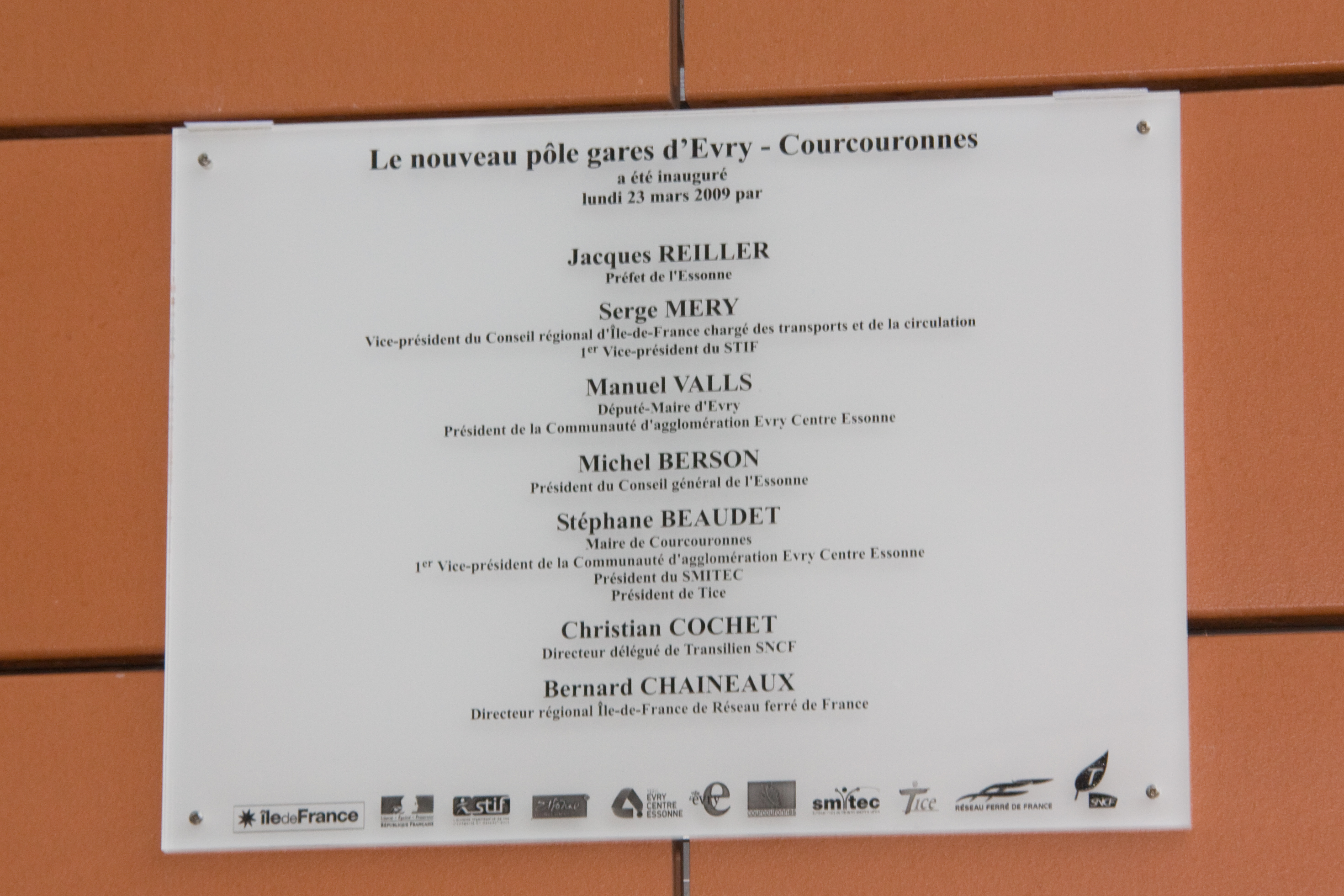
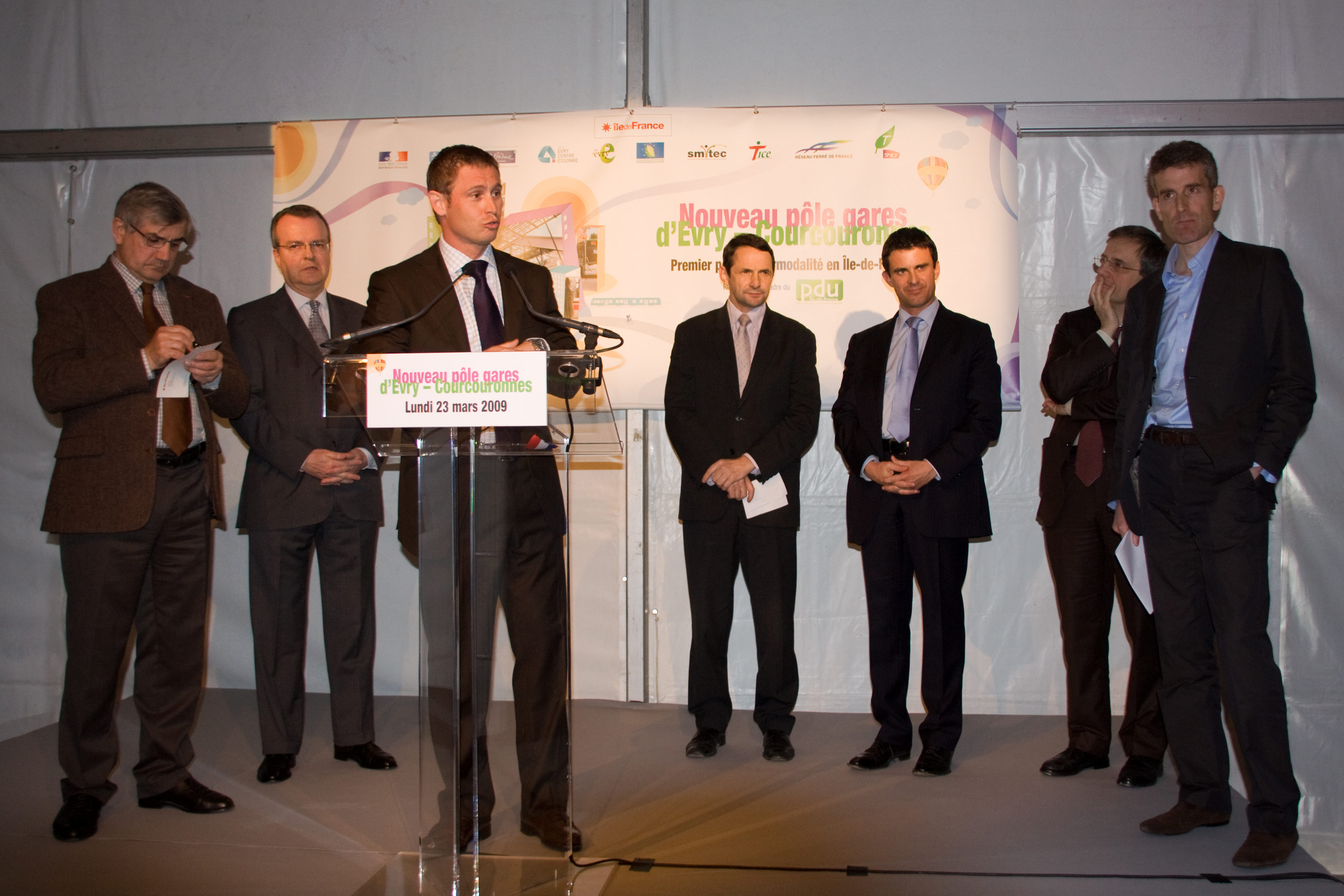

O novo pólo intermodal é composto por três níveis:
- a estação SNCF servida por trens da linha D;
- uma estação de ônibus;
- um parque de estacionamento com 440 lugares (pago desde 1 de junho de 2009);
- um ponto de táxi;
- uma área de desembarque;
- serviços relacionados com o transporte.

### Denominações da estação
Quando foi inaugurada em 1975, a estação portava o nome de "estação de Évry - Courcouronnes". Posteriormente, o sufixo Préfecture foi adicionado ao seu nome e a estação foi então denominada "Gare d'Évry - Courcouronnes - Préfecture".
Por ocasião da inauguração do novo pólo intermodal de Évry-Courcouronnes em 2009, representantes do STIF e da SNCF anunciaram a mudança de nome de duas das três estações da comuna de Évry: a estação "Évry - Courcouronnes - Préfecture" será chamado de “Évry-Centre” e a estação de Évry será chamada de “Évry-Val-de-Seine”. Essa mudança era esperada, pois a confusão e os erros eram numerosos entre as duas estações que não estão na mesma seção da linha. Muitos viajantes desceram na pequena estação de Évry-Val-de-Seine pensando que estavam na estação de Évry-Courcouronnes. A renomeação da estação está sendo realizada gradativamente. Desde outubro de 2009, adesivos foram colocados nos painéis da plataforma para substituir a palavra "Préfecture" para "Centre".
Embora desde 2009, o nome final fosse "Estação de Évry-Centre", a estação é agora comumente referida como "Estação de Évry-Courcouronnes", conforme indicado em particular na fachada da principal entrada da estação de trem. No entanto, a estação também é chamada de Estação de "Évry-Courcouronnes - Centre"; é assim que está definido no Sistema de informação de passageiros a bordo e indicado nos mapas das linhas, nos painéis da plataforma da estação e nos inúmeros painéis informativos localizados nas várias entradas.

Diferentes denominações da estação
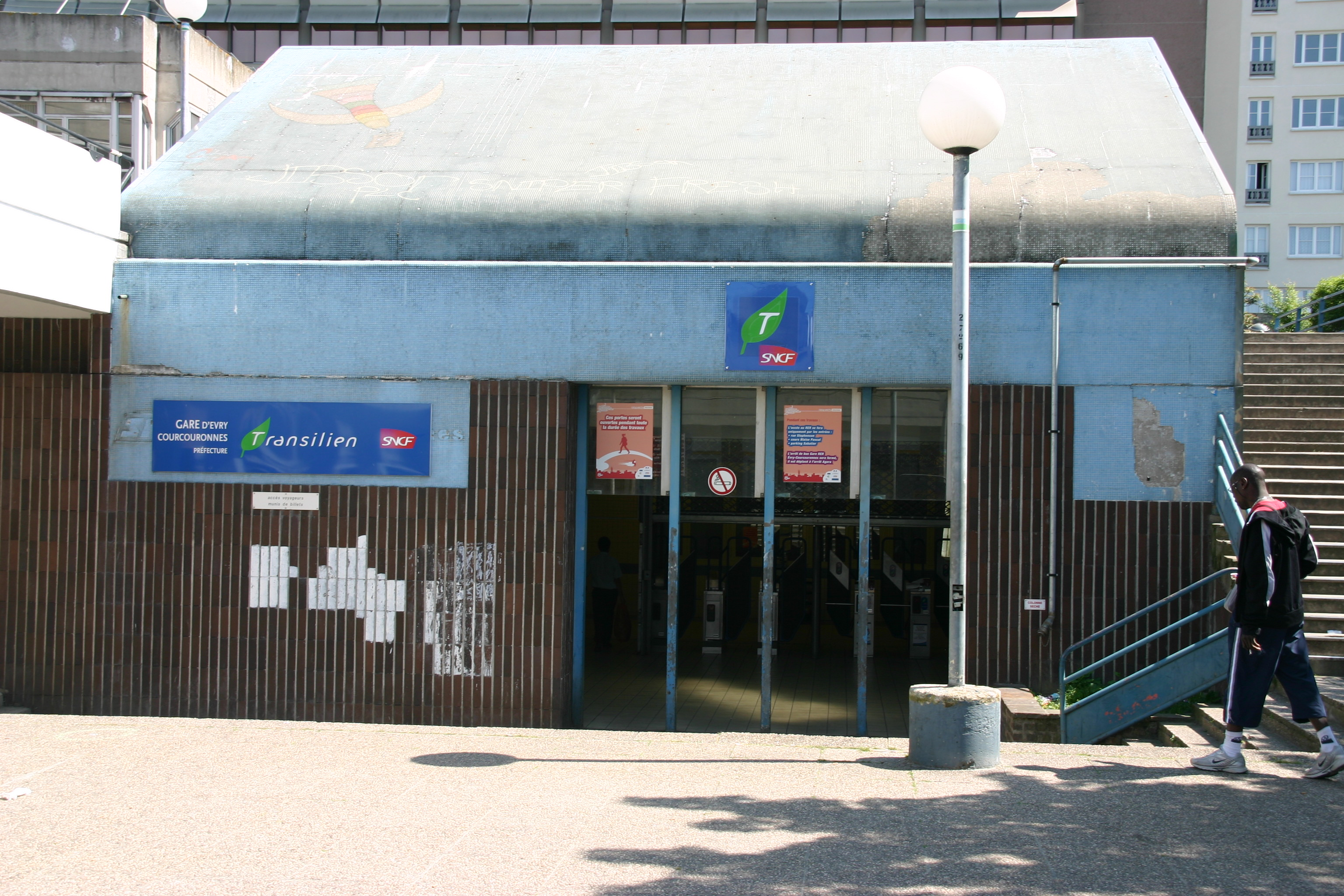
« Gare d'Évry Courcouronnes Préfecture », à l'entrée Cours Blaise-Pascal, en 2007.
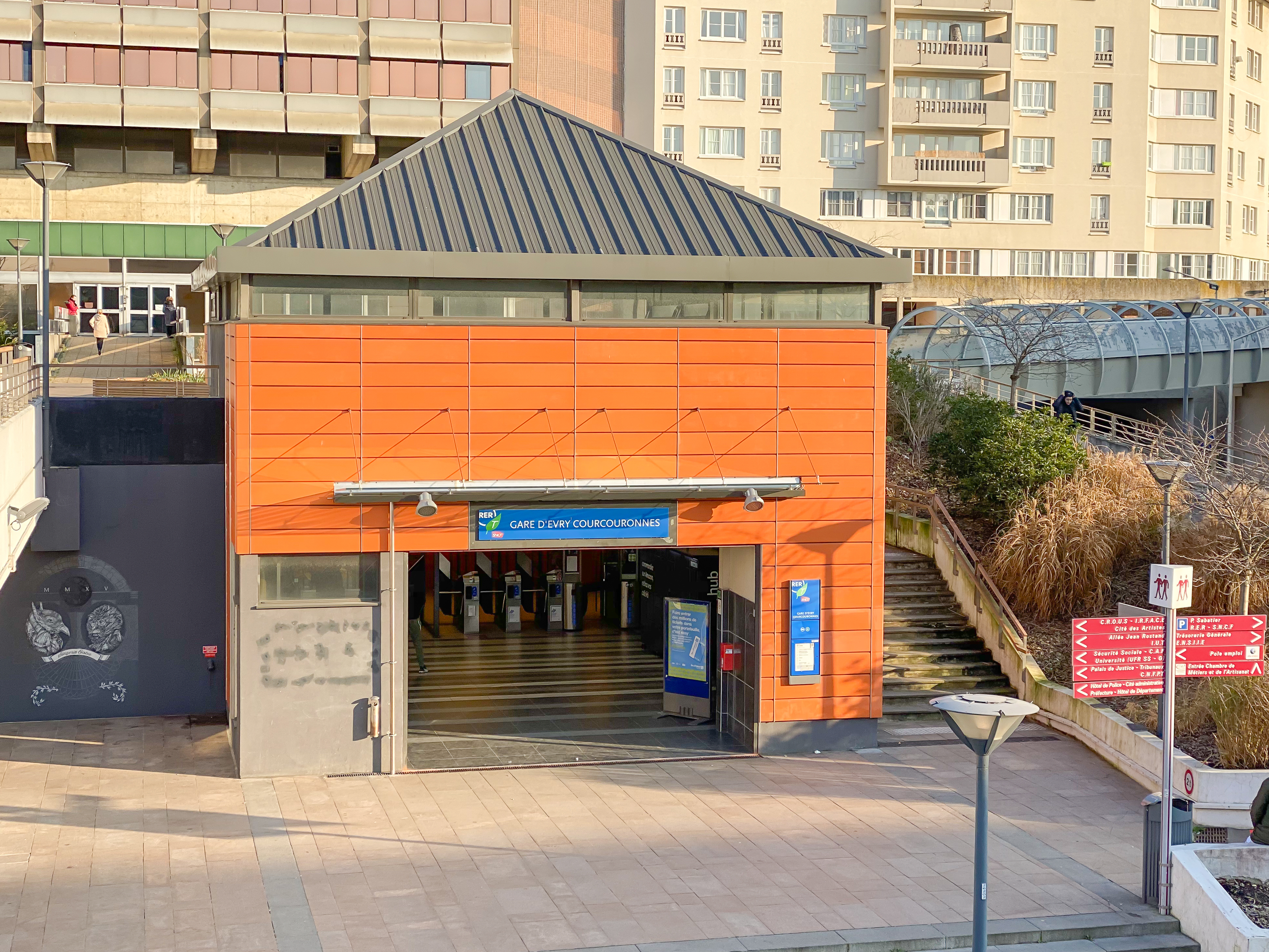
« Gare d'Évry Courcouronnes », à l'entrée Cours Blaise-Pascal, en 2020.
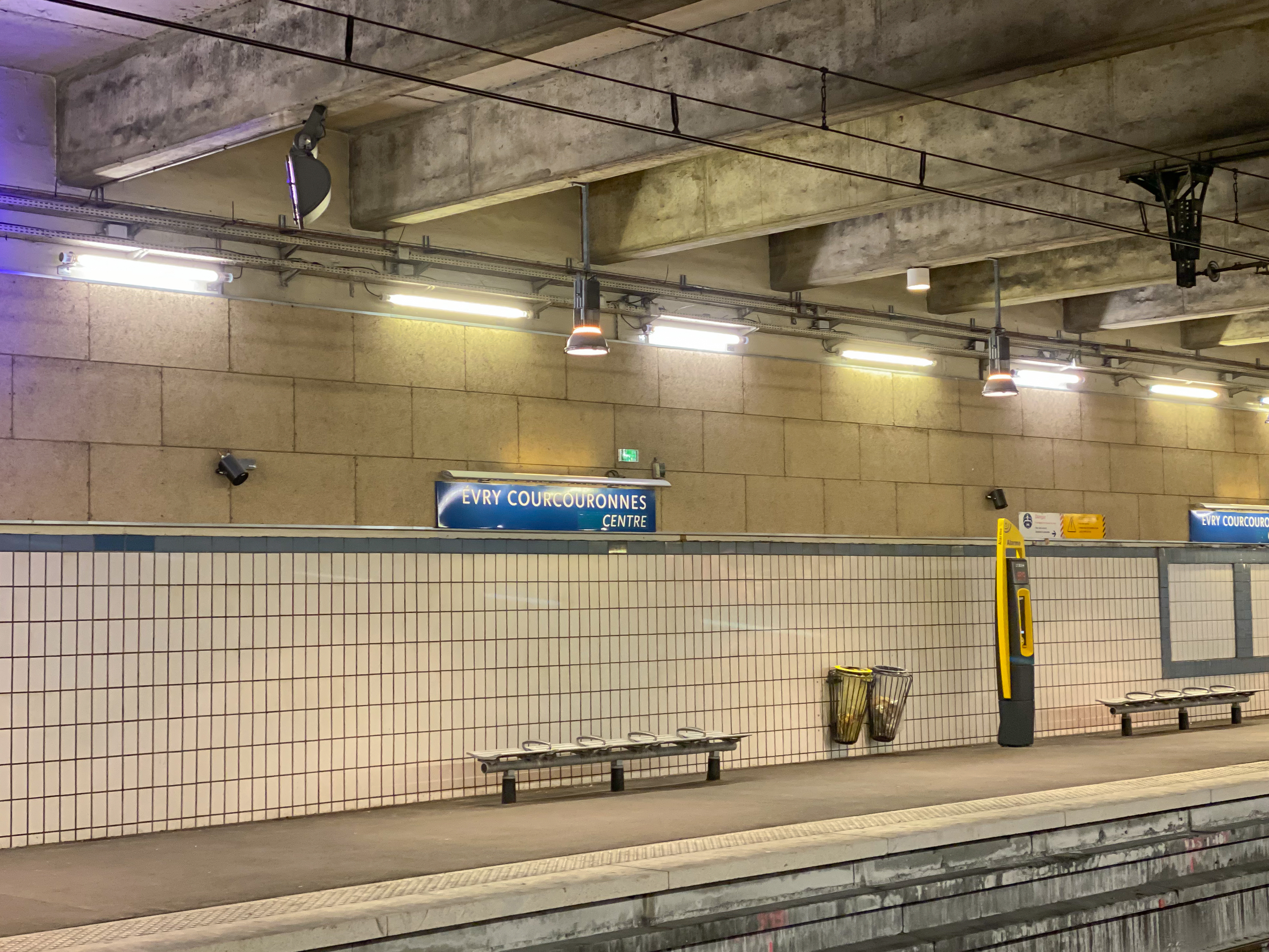
« Évry Courcouronnes Centre » sur les panneaux des quais, en 2020.
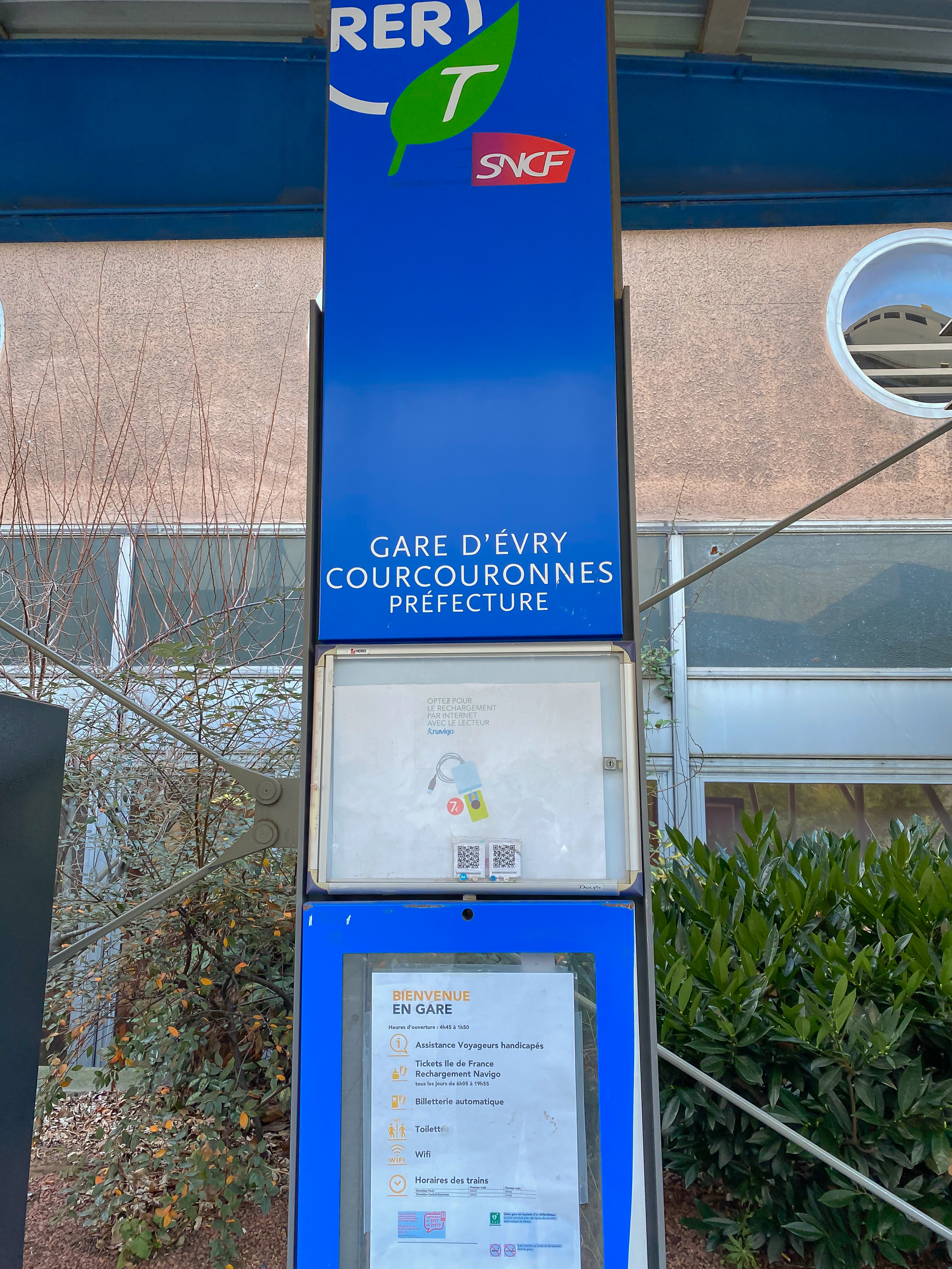
« Gare d'Évry Courcouronnes Préfecture », à l'entrée Parking Sabatier, en 2020.

### Outros desenvolvimentos
Em dezembro de 2014, foi inaugurada a acessibilidade da estação. A obra consistiu nomeadamente na elevação das plataformas, normalização dos elevadores, instalação de quatro novas rampas de acesso para utilizadores em cadeira de rodas.
Para 2018, a SNCF estima a frequência anual desta estação em 10 787 000 passageiros, número arredondado à centena mais próxima.

## Serviço aos passageiros

### Entrada
A estação em si é subterrânea e seu saguão, localizado ao nível do solo, possui quatro pontos de acesso principais:
- a saída Place des Droits-de-l'Homme (acesso principal), nível 0, ao sul, de Cours Marc-Seguin (dando acesso à catedral, à prefeitura e aos táxis);
- a saída Blaise-Pascal, nível 0, a leste, da Place de la Gare (dando acesso ao CAF de l'Essonne, ao IUT, à prefeitura e à delegacia de polícia);
- a saída Agora, nível 1, a norte, a partir das passarelas Allée Jacquard e Terrasse de la Gare (que dá acesso à Agora, ao Centro Comercial Évry 2, às Arênes d'Évry e à pista de gelo);
- a saída Champs-Élysées, nível 0, a oeste, da rue Ambroise-Croizat (que dá acesso ao CPAM de l'Essonne, à universidade, ao centro islâmico e à repartição de finanças de Évry).

Acessos principais à estação
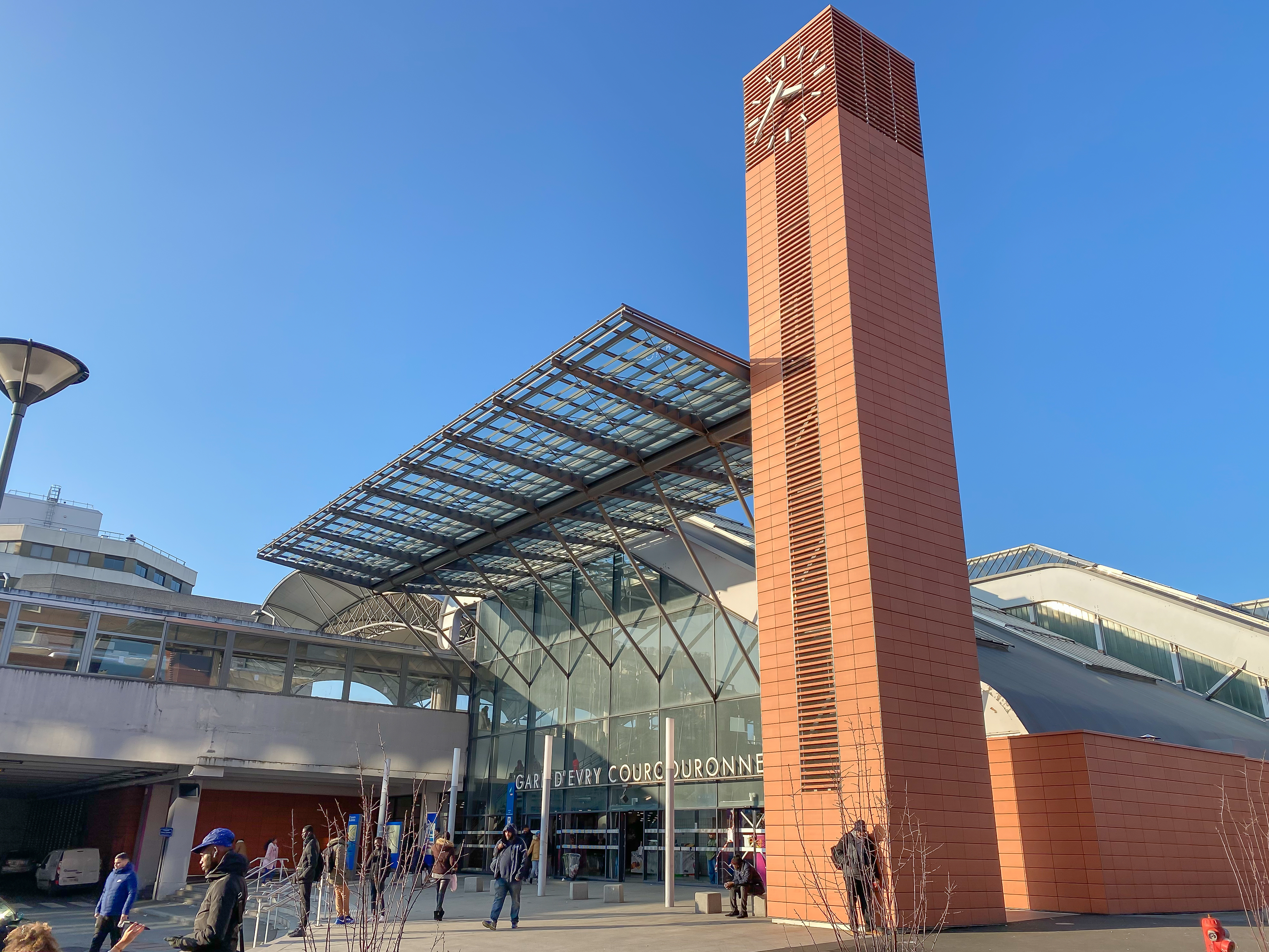
L'accès Place des droits de l'Homme.
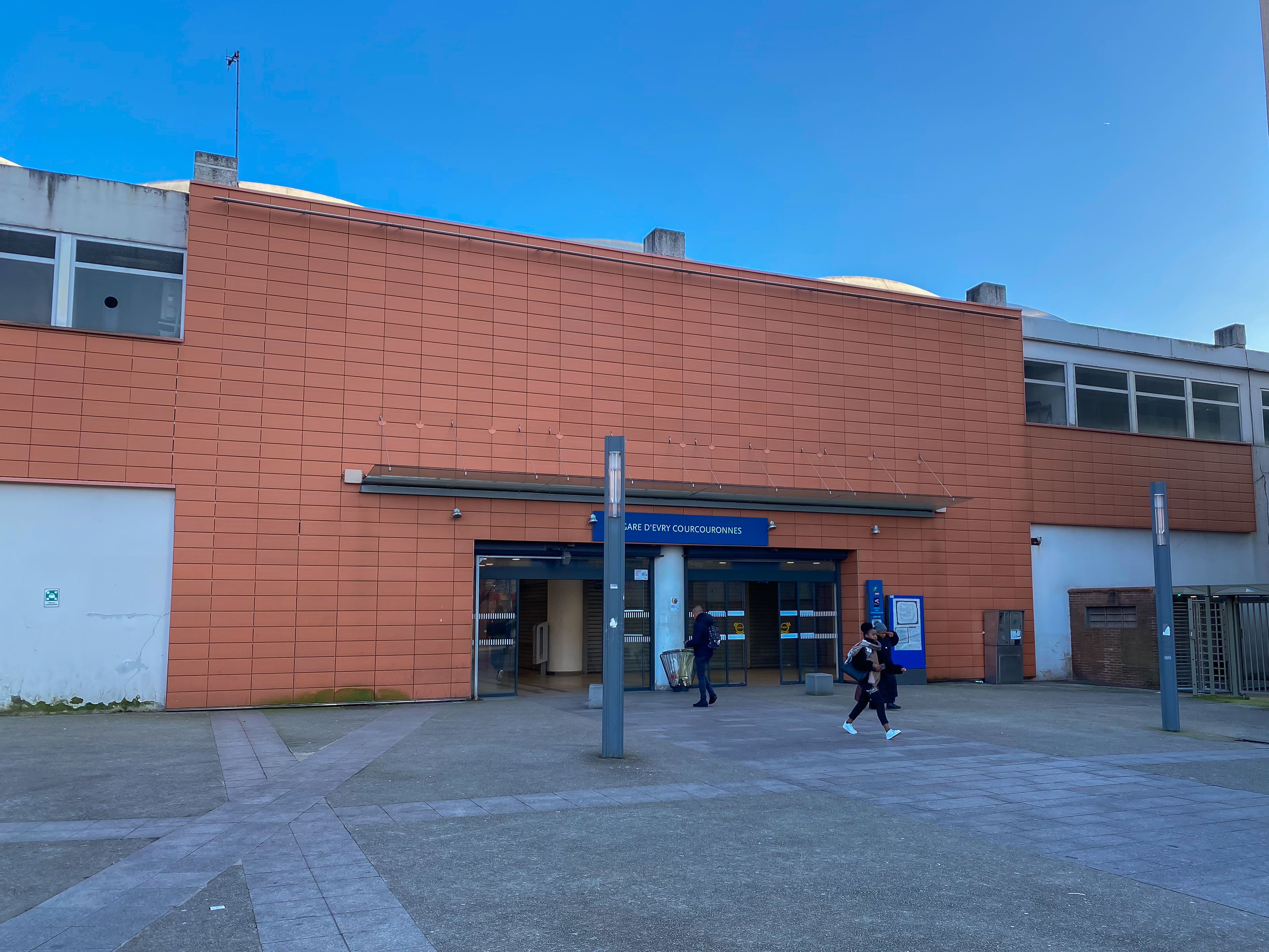
L'accès Champs-Élysées.
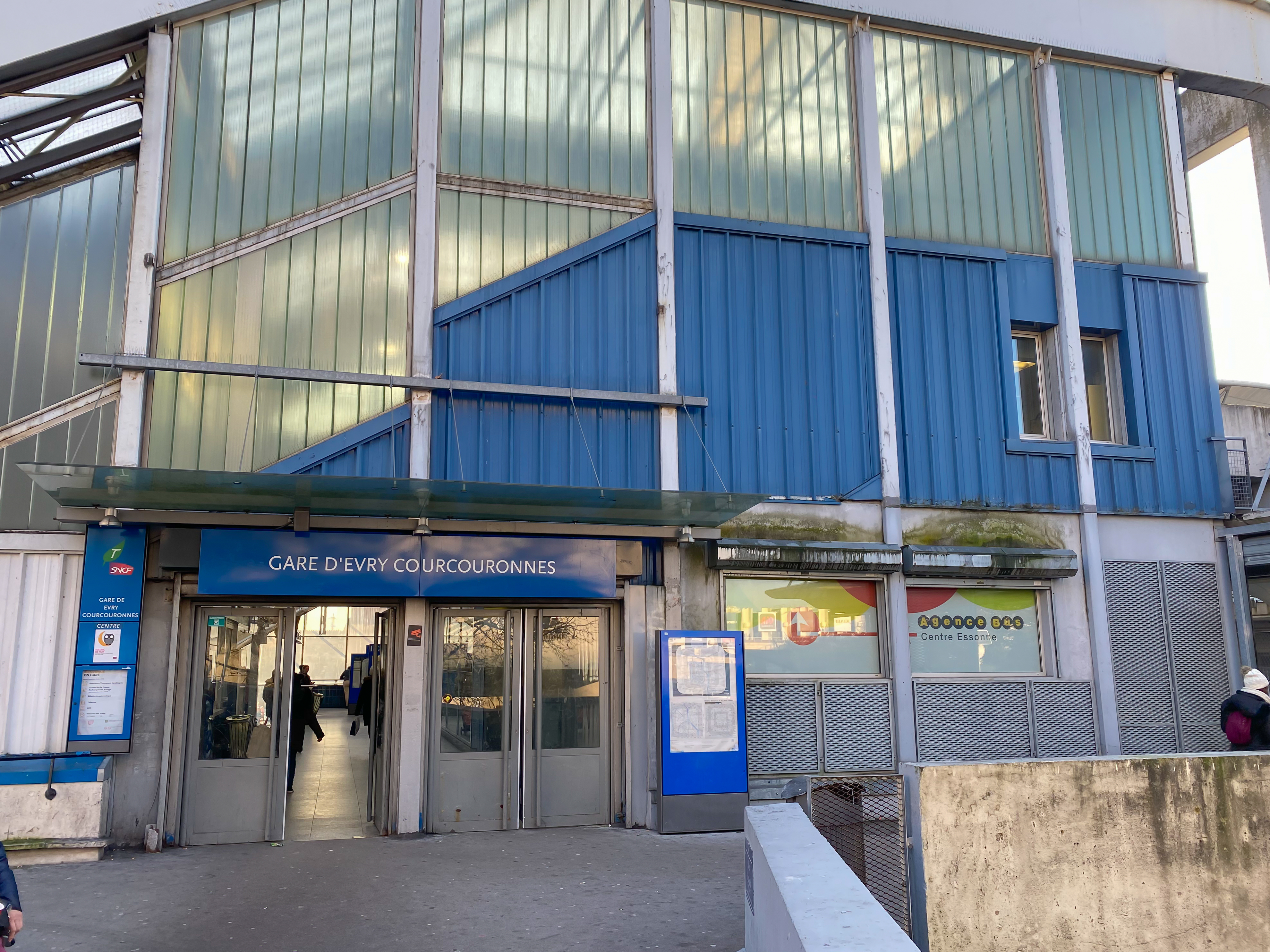
L'accès Agora.
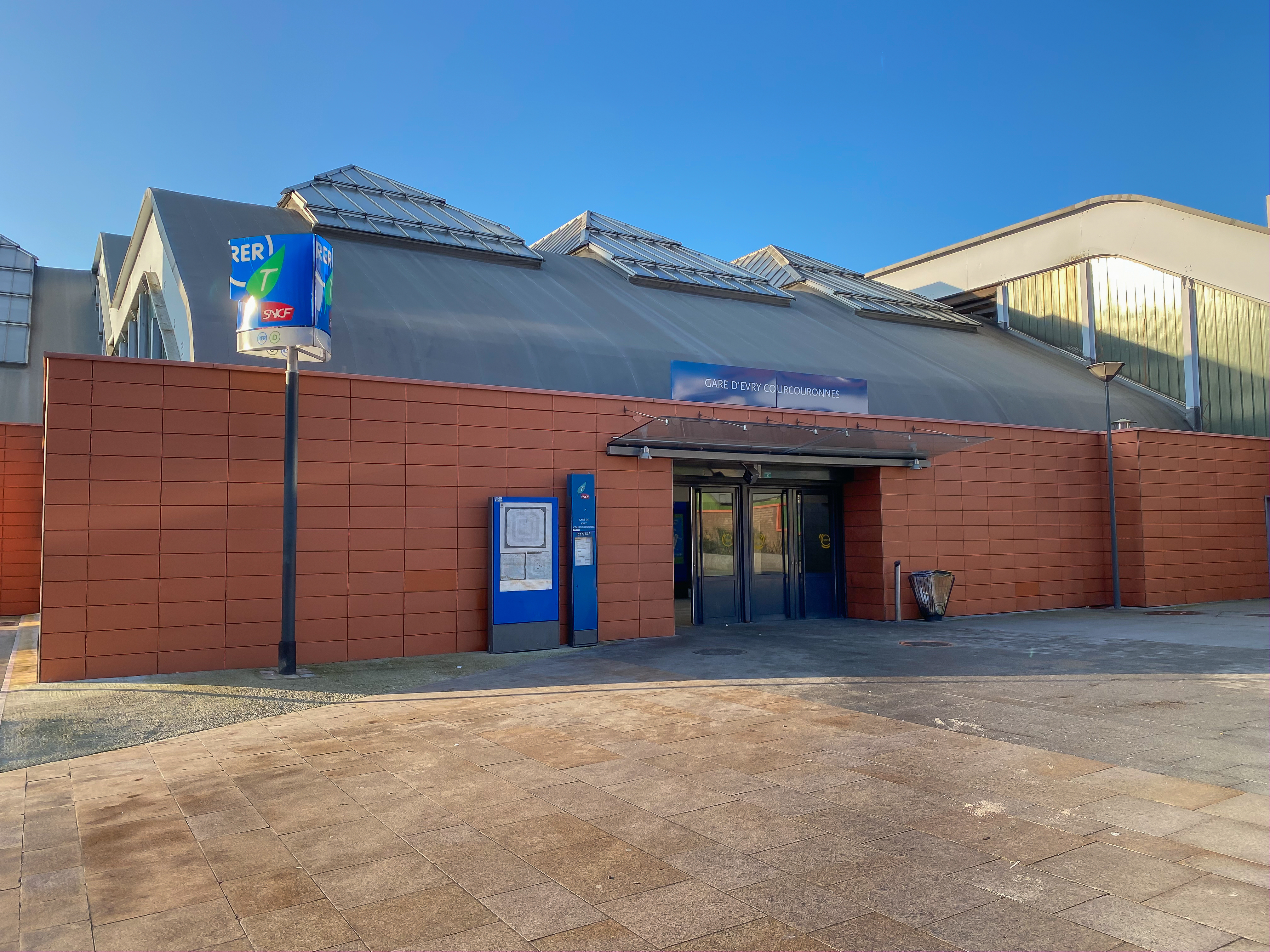
L'accès Place de la Gare.

A estação tem quatro acessos secundários:
- acesso direto às plataformas, nível 0, a nascente, desde Cours Blaise-Pascal (acesso nocturno);
- acesso direto às plataformas, nível 0, no extremo leste da estação, a partir do estacionamento Paul-Sabatier;
- acesso direto às plataformas, nível 0, ao norte, da rue George-Stephenson;
- acesso ao saguão da estação da estação de ônibus, nível 1, a oeste.

Acesso secundário à estação
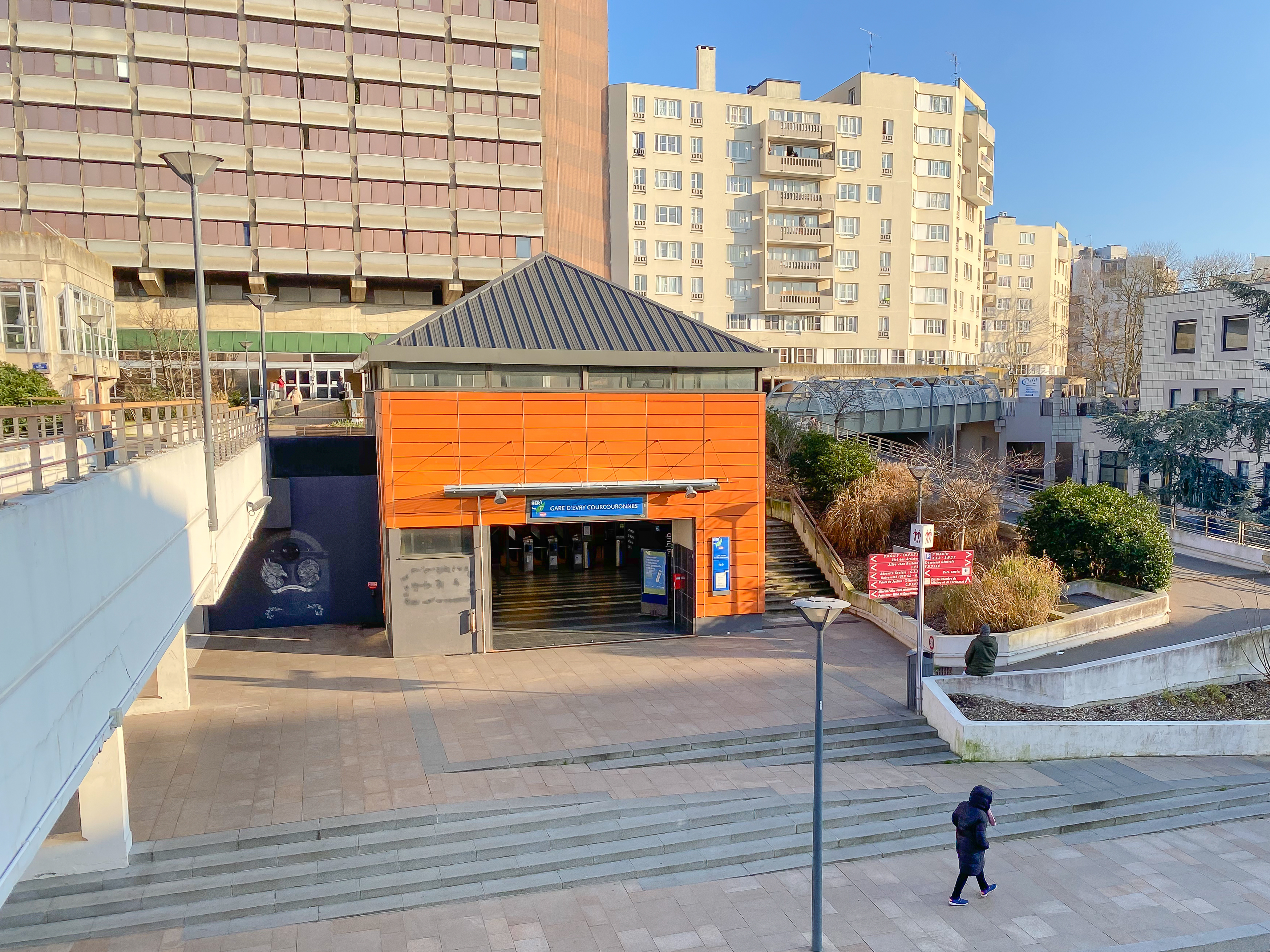
L'accès Cours Blaise-Pascal.
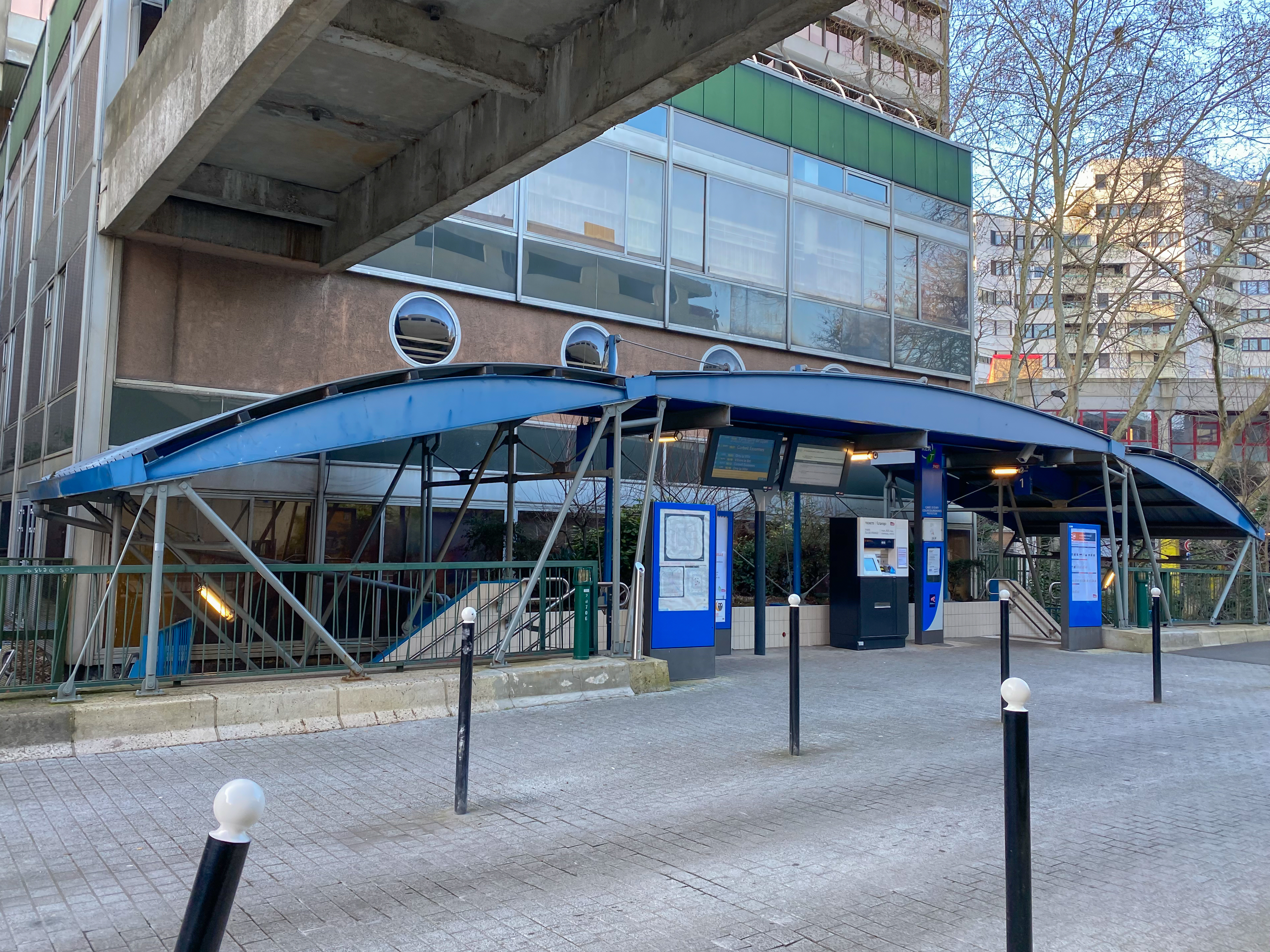
L'accès Parking Paul-Sabatier.
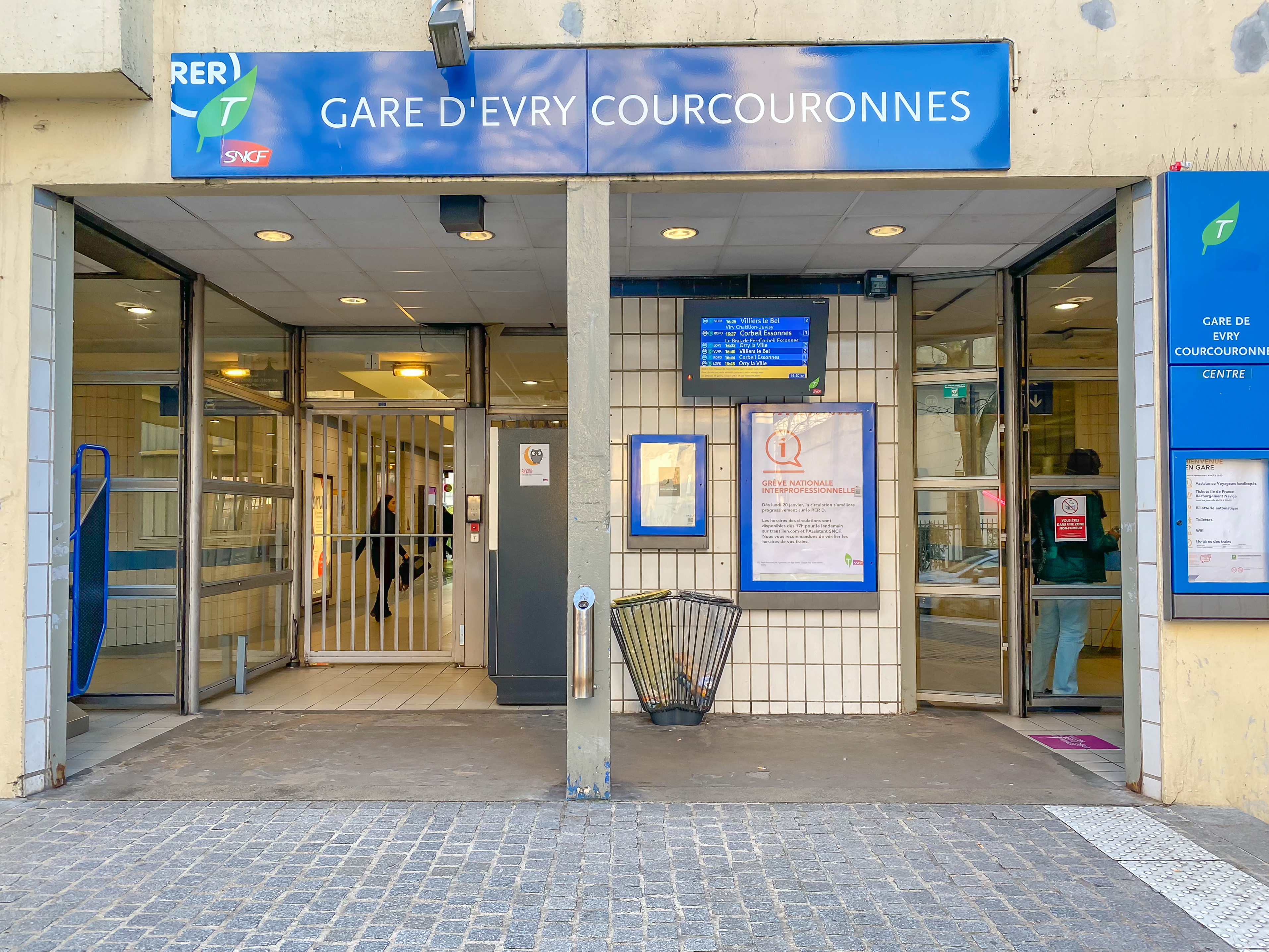
L'accès George-Stephenson.
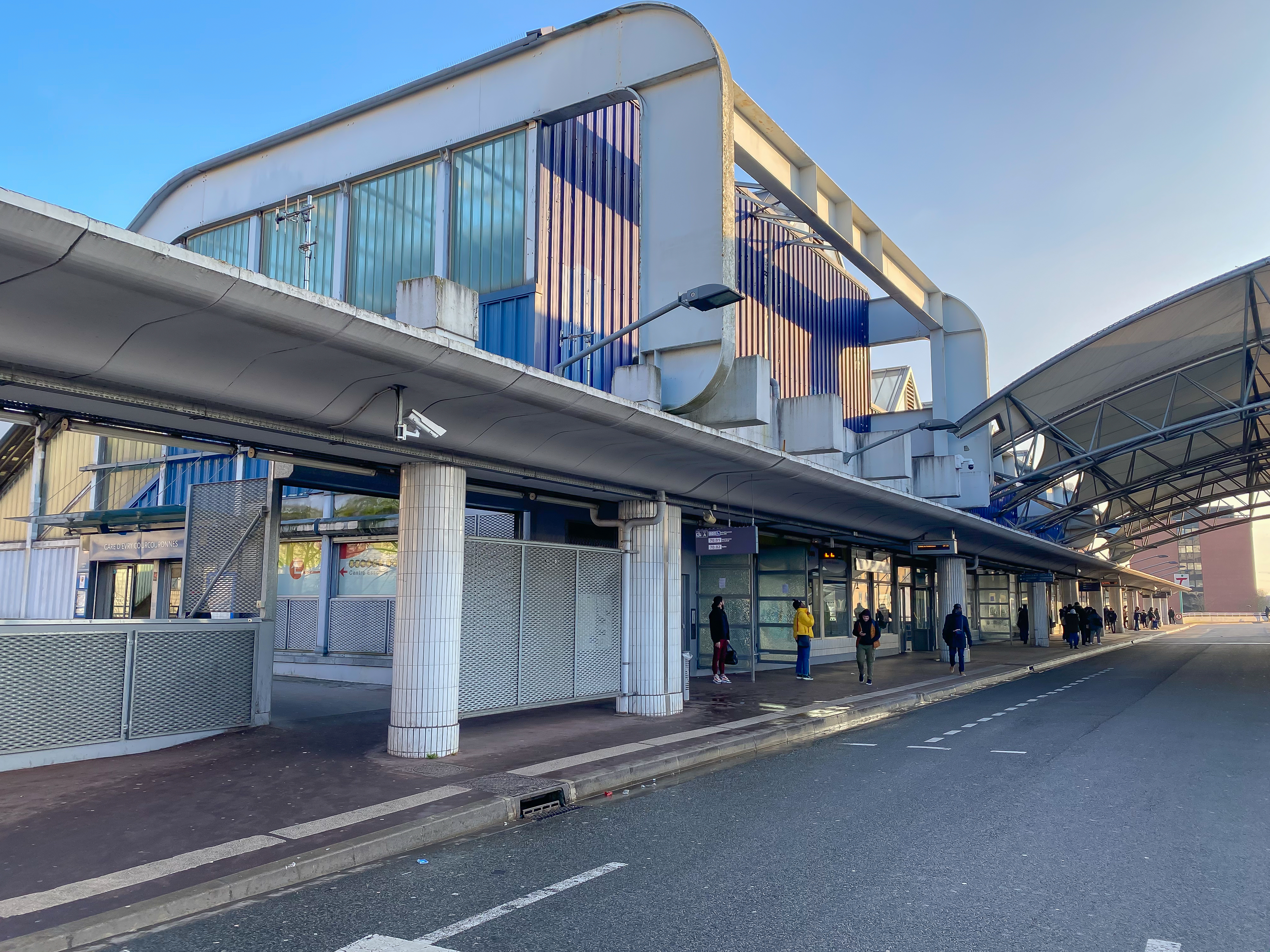
L'accès Gare routière.

O salão da estação tem:
- balcões para emissão de bilhetes de transporte regional;
- uma agência de serviços Navigo e entrega de bilhetes da linha principal;
- máquinas para emissão de bilhetes de transporte regional e principal;
- de uma banca de jornal;
- de uma agência TICE.

Instalações da estação
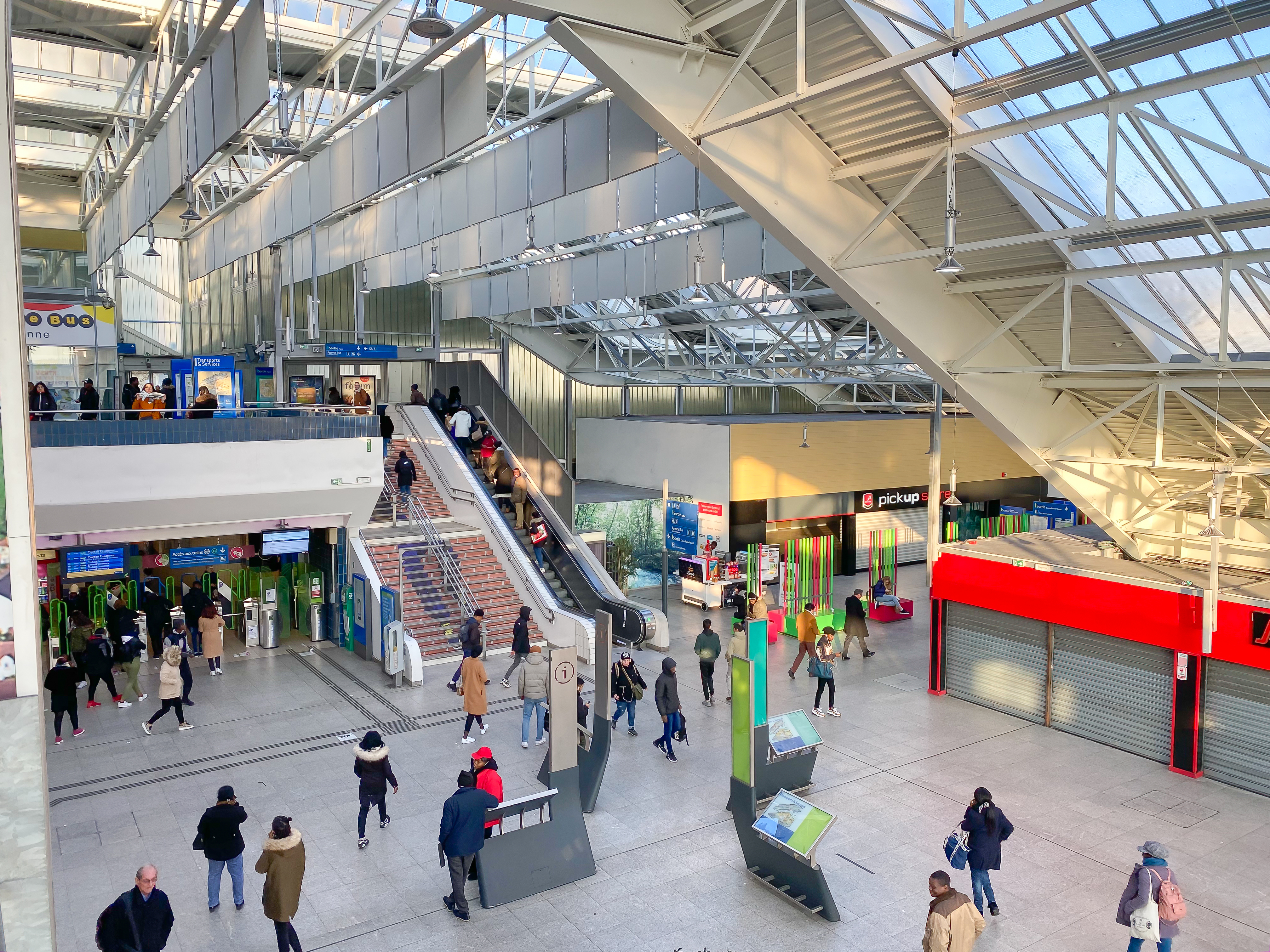
Vue du hall.
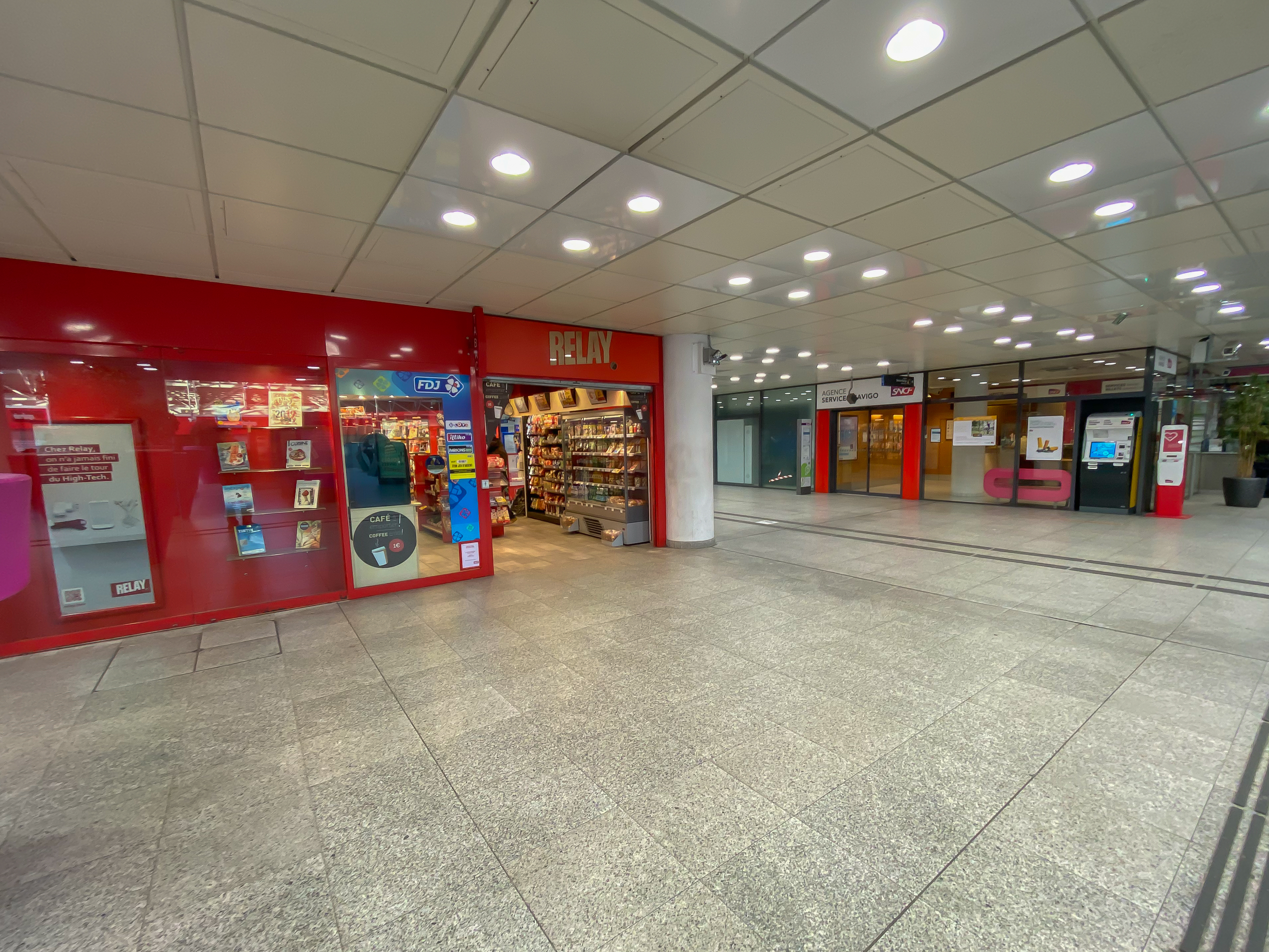
Le kiosque à journaux et la boutique Navigo.
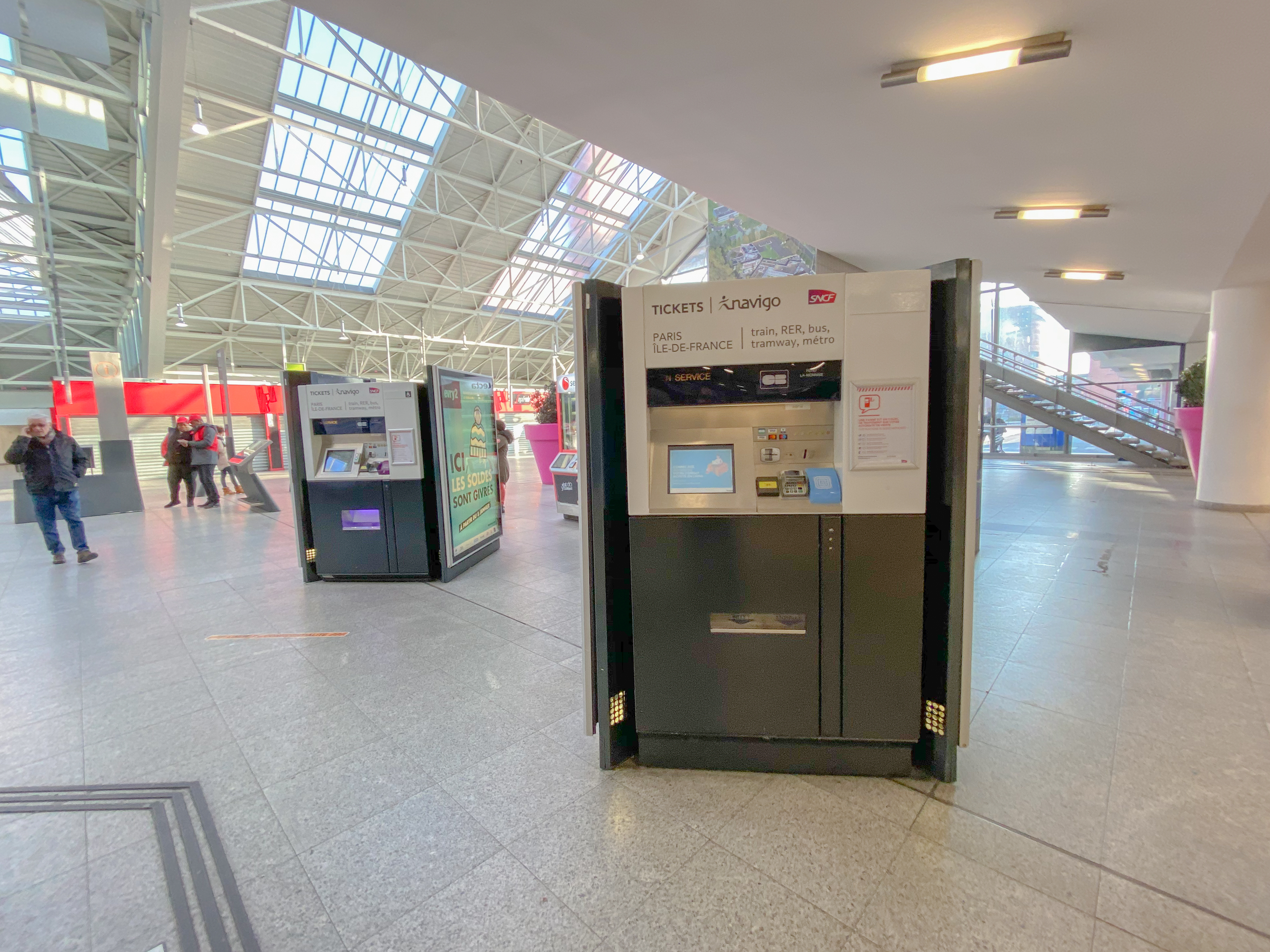
Automates de délivrance de titres de transports régionaux.
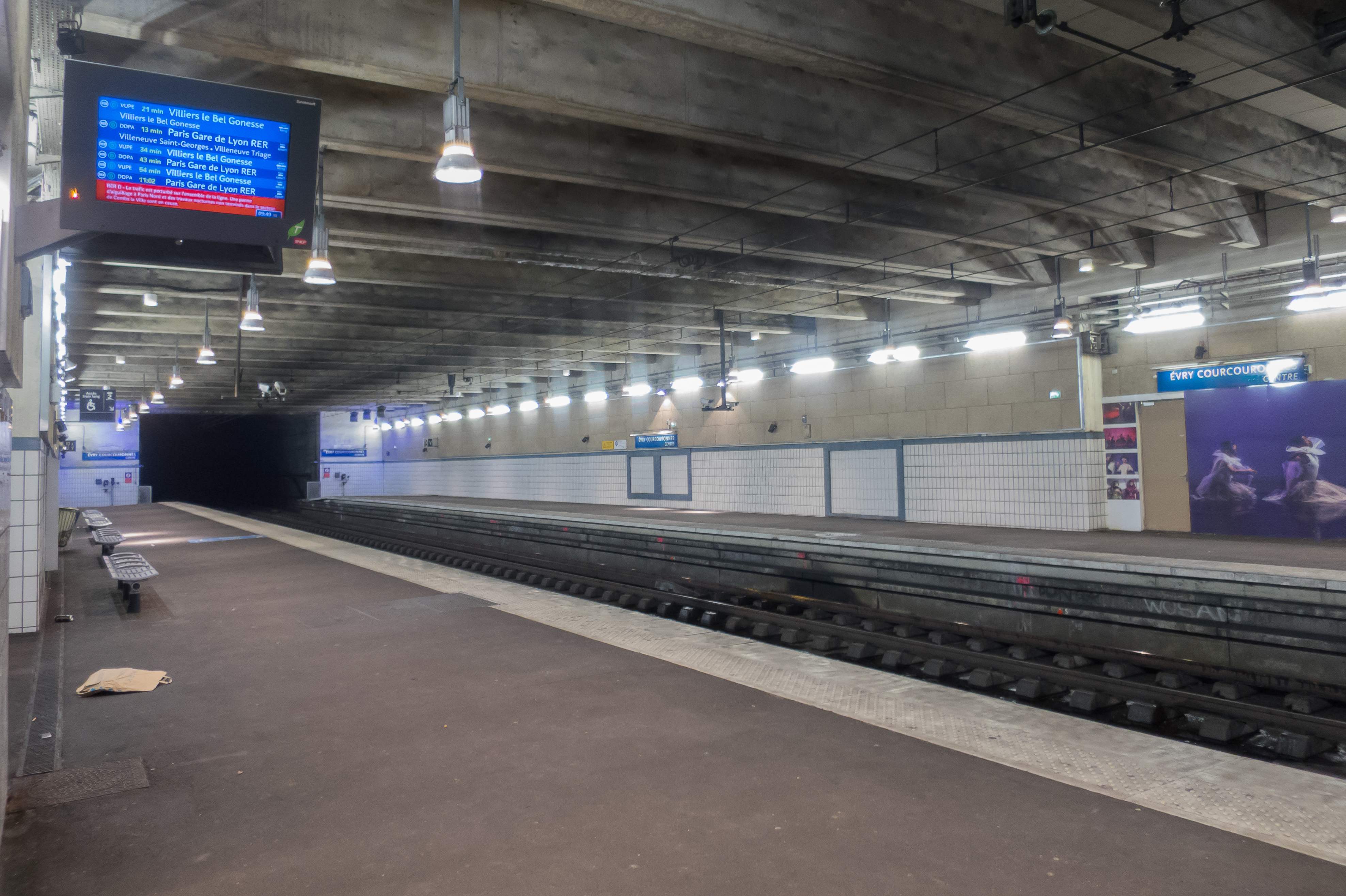
Les quais et les voies.

### Ligação
Ela é servida pelos trens da linha D do RER, que fornecem conexões para Corbeil-Essonnes, ao sul da linha, e Paris e além, ao norte da linha.

### Intermodalidade

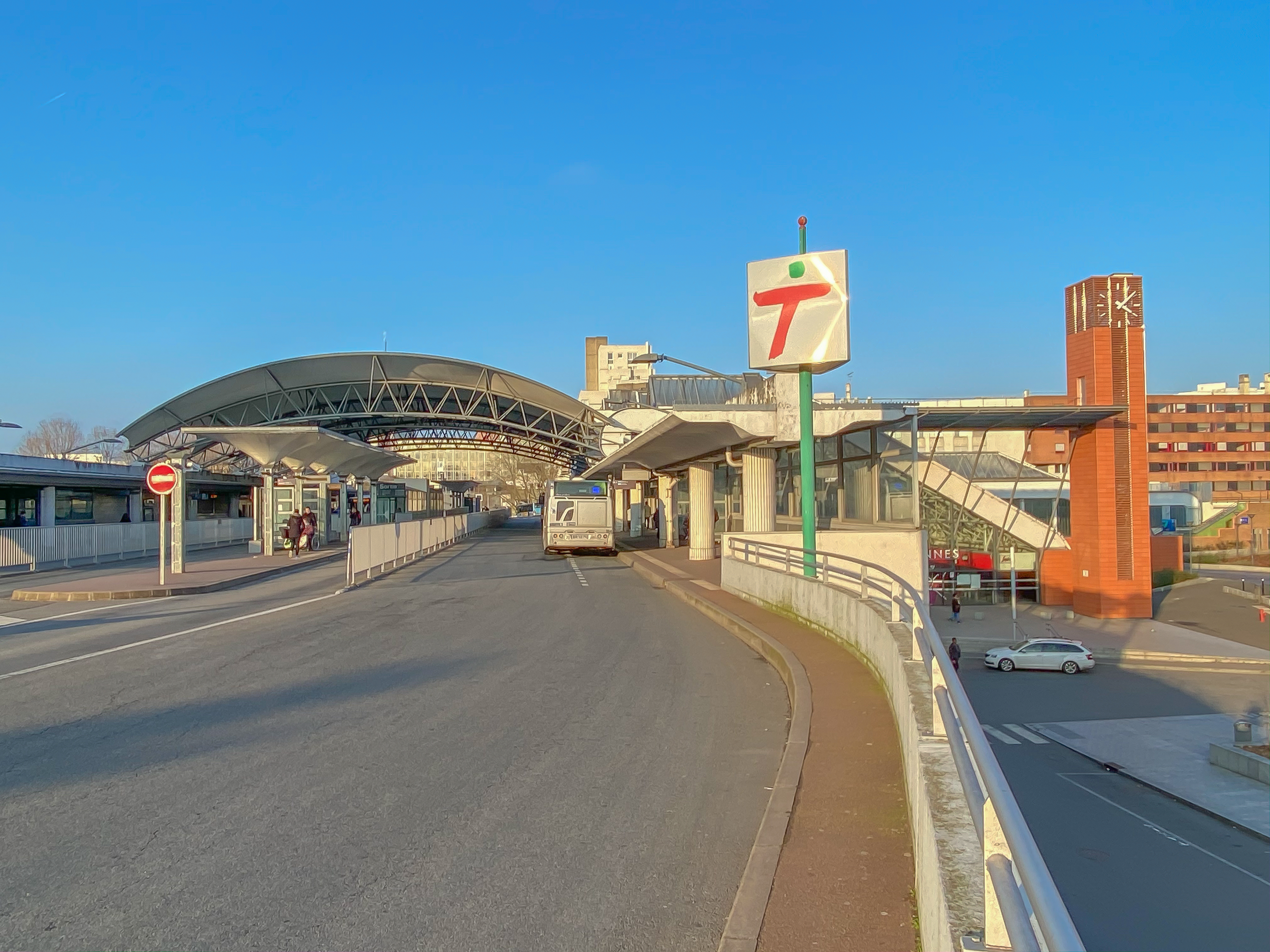
O nível superior da estação rodoviária de Évry-Courcouronnes

Um terminal rodoviário fica ao lado do prédio principal da estação. Esse é servido por:
- os ônibus das linhas 401, 402, 403, 404, 405, 407, 408A, 408B, 414, 414D, 415, 416 e 453 da rede de ônibus TICE;
- de ônibus nas linhas 91.01, 91.04, 91.05 e 91.09 da sociedade de transporte Albatrans;
- pelas linhas de ônibus 7001 e 7002 da sociedade de transporte Cars Soeur;
- pela linha 50 da rede de ônibus Sénart;
- pela linha de ônibus 207 da sociedade de transporte Keolis Seine Essonne
- e, à noite, pelas linhas N135 e N144 da rede Noctilien.

## Projetos
- T Zen 4: inicialmente prevista para 2017, esta estação deverá ser servida pela linha 4 do T Zen até 2020-2021[12]. Ela deverá seguir o mesmo itinerário que o do ônibus 402 entre a estação de Corbeil-Essonnes e Viry-Châtillon.
- T12 Express: em 2022, ela deverá ser o início e o terminal sudeste da linha 12 Express do Tramway d'Île-de-France.